# 香港漫畫
香港漫畫有別於風行亞洲其他地區的日本漫畫，同時接受了日本漫畫和美國漫畫的雙重感染，而製程則吸取美國漫畫工業化的流程，以裝配線的方式創作、編劇、人物、效果線、頭髮、衣服皺摺、上色及彩稿等每一環節，各由專人獨力負責，分工細密；基本流程由主編統籌劇情，由主筆統籌美術，以約10人團隊共同製作。畫風則接近美國超級英雄漫畫，筆觸細膩而精緻，以全彩頁創作，有時兼融中國水墨畫的風格，而最大特色為旁白式的解說。在内容與人物設定上則深受中國武侠文化的影響。
香港漫畫市場殘酷，很多看起來不錯的作品，只出了一期就在市場中消失，使大家錯失了很多本來大有可為的作品。例如《學校僱傭兵》的佈局和用心甚有水準，描述香港漫畫行業的《漫畫仔》，還有以中藥知識為故事主軸的警探故事《濕熱神探》也一樣。市場導向下迫使題材較狹隘，多以武俠為主。大多數作品商業色彩濃厚。隨著電腦和互聯網的日漸普及，民間獨立創作的漫畫在網絡上出現。

## 歷史

### 起源
香港漫畫在清末期間已有記載，廣東南海人何劍士是香港漫畫的先驅，因不滿朝廷腐敗，在上海、廣州及香港各大報章刊物上發表了多篇諷刺時局的漫畫。後來，廣州畫家鄭磊泉（「贛公」）應香港梁國英藥局之邀，來港編繪《人鑒》畫冊。但鄭氏在畫冊出版前一年（1919年）去世，未能目睹這本被譽為香港第一本漫畫集面世。這兩位漫畫家逝世後，香港漫畫界沉寂一時，各報刊的漫畫僅靠報社內的電版美術人員支撐大局。直到1934年「工商日報」的《漫畫週刊》出現，香港漫畫才再次蓬勃起來。
1940年代初期，不少內地漫畫家因為抗日戰爭爆發，局勢緊張，因而避難移居香港，如廣州的李凡夫、林檎、潘醉生，上海的葉淺予、張正宇、丁聰等，都是當時首屈一指的漫畫大師。他們合租了堅道13A號一層舊式樓宇，成立了著名的「全國漫畫作家協會香港分會」。該分會於1939年主辦了「現代中國漫畫展」，是香港有史以來第一次漫畫展。畫展以抗戰為主題，參展的畫家三十多位，全是中國一流漫畫家，展期不到四天，觀眾高達三萬多人次。
戰後到1950年代中期，部分漫畫家先後返回內地，香港漫畫活動又再次沉寂了一段時間。港漫呈現方式以連環圖為主，一頁一圖，主題多為民間傳說、演義等，主要外銷南洋。1950年代《財叔》漫畫出現，開啟了本地市場銷路。直到1959年，由一群漫畫家李凡夫、李淩翰、陳子多、區晴、黃蒙田、鄭家鎮等人合資，出版了《漫畫世界》半月刊，才再度掀起香港漫畫界的熱潮。

### 70年代
1970年代，港漫在單行本的基礎上發展出「漫畫報」及「漫畫雜誌」等連載形式，如報刊般定期出版，吸納了不少有志投身的青年加入，當中的黃玉郎及上官小寶更帶起港漫的「功夫熱」，成為此後港漫題材的主流，創造港漫20多年的黃金期。
香港漫畫市場主要由黑社會武打漫畫佔據，其中以黃玉郎的《小流氓》及上官小寶的《李小龍》佔領導地位。兩人的徒弟分別被稱為「御林軍」（祁文傑、張萬有、毛名威等）及「上官家族」（上官小龍、上官小威、上官小強等）。王司馬的《牛仔》漫畫是當時少數的清新小品。

### 80年代
1980年代是港產漫畫的黃金年代，黃玉郎一統香港漫畫書的出版。為了增加生產量，玉郎漫畫將漫畫分工成裝配線式的流水作業，每個步驟均由不同的專人處理。分工作業，故事、主角、背景、衣飾均由不同助理負責，以管理漫畫質素，並減少脫稿，方便培養讀者定期購買的習慣。當時銷量最高的《中華英雄》每期可達20萬冊的驚人紀錄，而緊隨其後的《龍虎門》、《醉拳》及《如來神掌》等每期亦有7－8萬冊的銷量。1986年8月12日玉郎機構上市。1988年馮志明與劉定堅一同創立自由人出版。1989年馬榮成脫離玉郎機構，創立天下出版。其他競爭對手湧現，行業十分蓬勃，港漫的發展到達巔峰。1985年，港漫讀者群達50萬人，是香港年輕人的主要娛樂之一。香港漫畫平地一聲雷，與知名的美國及日本漫畫齊名，是世界其中一個最大漫畫出口地，與電視劇、流行曲同樣是大眾主要娛樂。

### 90年代至今
其後，黃玉郎因涉嫌訛騙公款，於1991年被判入獄四年。1990年代中期，隨著《小朋友畫報》及《兒童樂園》相繼停刊，香港漫畫彌漫著一片色情與暴力。1992年4月牛佬的《古惑仔》創刊。1993年黃玉郎出獄，將剩餘的「玉郎機構」股份全部售予星島集團的胡仙，玉郎機構隨即更名「文化傳信」。當時香港漫畫業三分天下，由「天下」、「自由人」和「文化傳信」領導市場。黃玉郎動用手上的資金，成立「玉皇朝」，號召四散的「御林軍」子弟兵重歸旗下，不久後便重奪漫畫市場的領導地位。黃玉郎除繼續傳統武打路線的暢銷漫畫外，另推出內容挑逗敏感的《情雙周》，深受青少年讀者歡迎。「自由人」的劉定堅照辦煮碗，推出《情侶週刊》，內容連漫畫也加插裸露場面，內頁專欄的真人裸照更與一般色情書刊無異，很快在市場冒起。劉定堅把握機會，相繼推出《情人知己》、《情侶特刊》等同類作品，令市場上有大量「情」字頭漫畫。過火的內容很快引發社會的關切與壓力，《情侶週刊》首先停刊，而《情雙周》亦大幅收歛，不久更名《情周刊》後亦停刊。在1995年香港政府為針對「《情侶週刊》事件」進行了「1995年第73號第8條增補修訂」，所有「不雅」刊物須以膠袋包裹，封面及封底皆至少用20%面積印上警告字句。2000年以黃玉郎為首的香港漫畫聯會成立，並向政府爭取將現行的三級制改四級制，期間更鬧出色情漫畫《金瓶梅》隨書送贈色情物品，建議最終不獲接納。
1993年《星期天周刊》創刋，隨周刊附送兒童雜誌《黃巴士》，由謝立文撰寫及麥家碧繪畫的《麥嘜》成功獲得大小讀者的歡迎。
近年來，香港漫畫也開始引起日本人注意，例如李志清帶有中國水彩畫風格的漫畫（如《射鵰英雄傳》及《三國志》等）及利志達變化莫測的特殊畫風（如《刺秦》〔1993〕及《飛人九》〔1996〕等）便很受日人賞識，他們的作品更獲邀在日本出版。

## 衰落
香港漫畫業由1990年代中由盛轉衰，至今仍未蓬勃起來，原因林林總總。

### 互聯網的興起
隨着互聯網於90年代末興起，給社會人士多了很多的選擇。他們很容昜從網絡中欣賞到外國漫畫，不再留戀本土的，加上一些的網上遊戲於當期發展，還不需要再以金錢換取資訊，不少人從此放棄觀看香港漫畫這項藝術。此外，內地一些網站非法上載漫畫內容，而內地政府方面卻不加以監管，以致香港讀者不再購買漫畫，對香港漫畫業的銷路造成重創。然而，有盜版網站就反駁稱如果一本漫畫是好看的話，網上只是個宣傳平台，並不是個致命傷。

### 題材狹窄
香港漫畫家王國興指出，香港漫畫的選材非常狹隘，大多以技擊、「武俠」為主題，如《龍虎門》、《風雲》、《中華英雄》、《李小龍》等，這樣的主題在漫畫界持續了幾十年，讀者難免認為香港漫畫題材狹窄、沉悶、單一。從而選擇觀看題材較多元外國漫畫。

### 法律限制
香港法例對漫畫及電影的規管，存在著一個公平成疑的雙重標準。
在香港，電影受香港法例第392章《電影檢查條例》規管；包括漫畫在內的部份非電影媒介，則受香港法例第390章 《淫褻及不雅物品管制條例》規管。兩者有一個明顯分別，就是前者設有IIA級「兒童不宜」及IIB級「青少年及兒童不宜」此灰色地帶級別，「（青少年及）兒童不宜」僅勸喻性質，實質無限制，任何年齡人士也可觀看。但後者則無同類級別，只有：
第一類「非淫褻亦非不雅」，無限制亦無勸喻。類同《電影檢查條例》中的 I級「適合任何年齡人士觀看」。
第二類「不雅」，禁止派發、傳閱、出售、出租、交給或出借予未滿18歲的人士，或將該等物品向該等人士出示、播放或放映。嚴格程度類同《電影檢查條例》中的III級「只准18歲或以上人士觀看」。
第三類「淫褻」，禁止向任何人士發佈。
這樣便形成了一個雙重標準：同樣內容，若在電影出現，根據《電影檢查條例》，可能被評為IIB級「青少年及兒童不宜」，任何年齡人士也可觀看；但在漫畫或影碟等非電影媒介出現，根據《淫褻及不雅物品管制條例》，卻可能被評為第二類「不雅」，禁止未滿18歲人士觀看。
1994年發生「《情侶週刊》事件」後，政府加強對包括漫畫在內的刊物規管，規定被評為第二類「不雅」的漫畫，須以膠袋包裹，封面及封底皆最少用20%面積印上警告字句。此舉使到正當主流漫畫也遭受牽連。不少漫畫也被禁止出版或罰款。引致大大縮減了香港漫畫業的自由，及令漫畫封面留下個醜陋的烙印 ，更使漫畫行業與淫褻物品審裁處關係惡化。
1995年，黃玉郎提議政府推行「漫畫三級制」（或稱「漫畫四級制」，視乎是否把第三類「淫褻」計算在內），即參考《電影檢查條例》，修訂《淫褻及不雅物品管制條例》的級別，增設「（青少年及）兒童不宜」此等僅勸喻性質，實質無限制的灰色地帶級別，以打破對漫畫的「第一類「非淫褻亦非不雅」／第二類「不雅」」、「准許／禁止未滿18歲人士觀看」的非黑即白一刀切二分法，但不獲接納。2000年，以黃玉郎為首的香港漫畫聯會成立，再提出同樣建議，當審核《淫褻及不雅物品條例》時，適逢第一屆立法會解散前夕，相比起大量的政治議題，這個議題顯得相當次要。結果在這個「2000年第48號第44條修訂」中，有關「不雅及淫褻物品管制」絲毫未有改動，此事之後至今一直不了了之，再無下文。

### 日本漫畫的正式引入
1980年代，香港市面雖然已有日本漫畫中文版，但多是非正式授權，而是多間盜版商各自出版，質素參差、期數混亂版本不一。約1992至93年起，香港幾間大型漫畫出版社，正式購買日本漫畫的香港中文版版權，在港有系統地出版日本漫畫中文版，累積數十年的巨量日本漫畫作品，一下子正式引進香港市場，仍然正常發展的香港本地漫畫，難以招架。

### 社會風氣
1990年代，政府常推出一些不雅刊物宣傳片，加上新聞上常傳出社會人士非議，指很多漫畫含有暴力、色情等資訊，會影響青少年的心智，呼籲青少年的家長監管子女不要購買那些漫畫。引致不少青少年家長在這一片的風氣下誤以為所有的漫畫皆是不雅刊物，而禁止子女購買。無形中也對香港漫畫業造成衝擊。

## 分類

### 單格-八格漫畫
香港早期的漫畫大部份是報章刊登的單格漫畫，內容包括民生、政治或社會風氣等問題。逐漸單格漫畫發展成四格漫畫，所表達的意思變得更詳細，再發展到連載式四格漫畫。
政治漫畫
香港的政治漫畫以嚴以敬在《快報》及《天天日報》刊載廣為人知，於2000年「次文化堂」所推出的《老懵董》為同類成書創先河。

### 漫畫書
香港自1945年和平後，為迎合一般小市民的趣味而出版連續漫畫（或稱為漫畫書、連環圖、公仔書），主要利用小報上受歡迎的專欄的舊電版拼合成8頁，出版單行本，售價一毫。
香港的漫畫書除本地市場外，主要出口到東南亞，1960年因排華而遭禁運，驟然失去龐大的市場，漫畫書業陷於困境。由許冠文主編的《財叔》改以本地市場為主導，採用橫度32開本，以一頁多格的創新手法，每本一角的低廉售價，非常暢銷。
薄裝漫畫書
香港漫畫書有今天的成就要從香港漫畫家黃玉郎經典作品《小流氓》/《龍虎門》說起，創刊於1970年，當時社會不景氣，黑社會橫行，黃玉郎創作出對抗黑勢力的街頭英雄王小虎，《小流氓》成為當時最暢銷的漫畫書。黃玉郎借機自組公司，將原本32開本的漫畫書加大到16開本，由黑白變為彩色，為減低《小流氓》的暴力色彩，更名為《龍虎門》。
兒童圖書
1950年代內地大量人口移入香港，使兒童人口驟增，「星島日報」及「華僑日報」開設兒童園地版，而上海書局及文光書局也編印了一些兒童文化叢書。1953年由羅冠樵主編的《兒童樂園》半月刋成為香港第一本彩色綜合性兒童畫報，一直出版到1995年1月第1006期才停刋。而《小朋友畫報》於1959年創刋，封面由漫畫家陳子多繪畫，於1981年併入新雅文化，到1987年更名為《變形豆—小朋友畫報》月刋，於1992年才告停刋。
少女漫畫
香港的少女漫畫家有1950、1960年代的關山美、李惠珍、謝玲玲，1970年代的金東方，1980年代末的陳也，1990年代的麥家碧、雪晴及劉莉莉。
李惠珍於1966年創作的《13點》合共出了178期。《13點》的主角經常穿著新款時裝，為讀者提供了流行訊息，配合當時的社會及經濟環，使到《13點》成為1960年代的流行產品。
另外，於1995年8月創刊的Comic Fans，近年也有幾位香港的少女漫畫家的作品。如OS兔仔貓、千草等。
漫畫日報
1970年代由黃玉郎出版的《金報》及《生報》較為人熟悉。

### 同人誌
自1990年代尾開始，同人漫畫出版模式迅速膨脹，吸引了大量的創作者及讀者。所謂「同人」（どうじん），原指一群志同道合、有共同興趣之人，但現今已有個人創作的作者，因此「同人誌」已泛指這些群體或個人所自主創作、自資出版的書籍，同人誌並不一定為漫畫，可以是文字、視像或音像。在香港，同人誌主要可分為原創（original doujinshi）及改編（parody doujinshi，二次創作）兩類。除漫畫外，同人文化還有其他產物，如音樂、歌詞、小說、MV、CG、遊戲等，還有大熱的Cosplay，同人文化在香港作為動漫文化的分支，可以說是一個「次文化中的次文化」。同人文化最早在藝穗節的「藝墟」中出現，逐漸擴展到香港書展及香港動漫節，成為其中吸引點之一。

### 獨立漫畫
相對於玉皇朝工廠流水作業式所生產的漫畫，香港仍有小部分漫畫家憑個人之力繪製漫畫，被稱為獨立漫畫。獨立漫畫涉獵的題材甚廣，政治、兒童、生活文化，不一而足，畫風亦相當多元化。1980年代香港第一代獨立漫畫家聯合編制了一本名為《退地》的合集，作者包括榮念曾、黃志輝、李念慈、歐陽應霽等。2006年歐陽應霽再聯合小克、楊學德、智海及人形公仔藝術家Eric So合作推出另一本名為《香港春卷》的合集。
繪本
台灣漫畫家幾米自1998年開始繪本創作，以精美細膩的圖畫，配上新詩一樣的文字，描繪出都市人的感慨、幻想與夢，大受歡迎，類似的創作在香港相繼出現，繪本多以獨立漫畫形式推出市場。

## 從漫畫到其他媒介

### 電影
《細路祥》改編自袁步雲的同名漫畫，拍攝於1950年，由李小龍主演。《老夫子》是港產漫畫中被搬上銀幕（真人電影加動畫電影）次數最多的一本，早於1960年代已拍成三套粵語黑白片，由高魯泉及矮冬瓜扮演老夫子及大蕃薯。其後於1970年代再拍兩套彩色電影，分別由梁天及新加坡演員黃沙扮演老夫子。《財叔》由新藝城改編拍成《財叔之橫掃千軍》。而《龍虎門》、《風雲》、《中華英雄》及《百分百感覺》亦曾被改編搬上大銀幕。由鄭伊健主演的《古惑仔》一共拍了六集，而由其中配角帶出的電影亦有四套之多。

### 動畫
1980年代初由胡樹儒投資拍攝了三套《老夫子》卡通。其後由中國星開拍由3D動畫加真人演出的《老夫子2001》。而自由人出版成立「自由人電腦動畫集團」製作香港首部商業三維電腦動畫，也是首部港產動畫OVA《超神Z》。其後《麥兜故事》和《麥兜菠蘿油王子》先後上畫及獲獎無數，但由真人配合動畫的《春田花花同學會》則未能再上一層樓。

### 電視劇
- 《老夫子》被香港麗的映聲改編成電視連續劇，編導：陸志堅；鍾樸扮演老夫子、矮冬瓜扮演大蕃薯、關鍵扮演秦先生。
- 《中華英雄》及《醉拳》被亞洲電視改編成電視連續劇。《麥嘜故事》於1997年首先在互動電視播出。《風雲》亦被台灣中視改編成電視劇。

### 非戲劇類電視節目
《春田花花中華博物館》是香港電台外判拍攝利用動畫介紹中國文化的節目。

### 電子遊戲
由漫畫改編的著名電子遊戲有《風雲Online》、《古惑仔Online》、《神兵玄奇》等。

### 其他商品
漫畫帶來無限商機，衍生的商品林林總總，常見的有小說（如風雲小說）、海報、兵器及各類型的精品（如文具、砌圖等）。

## 著名作品列表
- 《大官》（1934年）
- 《細路祥》（1947年）
- 《財叔》（1958年）
- 《老夫子》（1964年-今）
- 《13點》（1966年）
- 《牛仔》（1970-1980年）
- 《龍虎門》（1970-2000年）
- 《李小龍》（1970-2009年）
- 《壽星仔》（1974-1990年代）
- 《中華英雄》（1980-1995年）
- 《醉拳》（1981-2000年）
- 《如來神掌》（1982年）
- 《怪異集》（1983-1995年）
- 《玉郎漫畫》（1984-1992年）
- 《少林奇兵》（1984-1986年）
- 《鐵將縱橫》（1986-2016年）
- 《鬼書皇／我若為皇》（1986年）
- 《麥嘜》（1988-2010年代）
- 《刀劍笑》（1988-2000年）
- 《俠骨神鑑》（1989-1991年）
- 《風雲》（1989-2015年）
- 《狄克戀曲》（1990年代）
- 《愛的故事》（1990年代）
- 《超神Z》（1991年）
- 《黑豹列傳》（1991-2012年）
- 《街頭霸王》（1991-1993年）
- 《古惑仔》（1992-2020年）
- 《龍神》（1992-1999年）
- 《百分百感覺》（1992-2007年）
- 《天子傳奇》（1993-2012年）
- 《海虎》（1994-1997年）
- 《漫畫仔》（1995年）
- 《孙子攻略》（1995-2006年）
- 《霸刀》（1995-2011年）
- 《龍虎5世》（1995-2022年）
- 《神兵玄奇》（1998-2013年）
- 《打妖王》（1999年）
- 《新著龍虎門》（2000年-今）
- 《老懵董》（2000年）
- 《絕世無雙》（2000-2003年）
- 《火鳳燎原》（2001年-?）
- 《八仙道》（2001年）
- 《午餐肉漫畫》（2006年）
- 《殺道行者》（2007-2010年）
- 《少林寺第八銅人》（2009-2010年）
- 《九龍城寨》（2010年）
- 《山海逆戰》（2016年-今）
- 《廚娘小橋》（2017年-今）
- 《絕代雙驕》
- 《四大名捕》
- 《赤柱飯堂》
- 《溫瑞安群俠傳》
- 《海洋瘋狂》
- 《封神紀》
- 《野格炸彈》
- 《小流文》
- 《至GOAL無敵》
- 《超生人王》（2021年）

## 香港著名漫畫家
(漫畫家後的為其代表作)

| - 黄玉郎-《龍虎門》 - 黄偉建-《俠骨神鑑》 - 牛佬-《古惑仔》 - 倫裕國-《古惑仔》 - 馮志明-《刀劍笑》 - 梁進 - 馬榮成-《風雲》 - 邱福龍-《鐵將縱橫》 - 李志清-《三國志》 - 上官小寶-《李小龍》 - 上官小強-《壽星仔》 - 上官小威-《迷離世界》 - 溫日良-《海虎》 - 許景琛-《街頭霸王》 - 司徒劍僑-《一零八Fighters》 - 周聖 - 鄭健和-《封神紀》 - 盧熾剛(Cuson Lo)-《我的港女老婆》 | - 劉雲傑-《百分百感覺》 - 鍾國光-《文具戰士》《殲滅者》 - 許冠文 - 王澤-《老夫子》 - 李惠珍-《13點》 - 王司馬《牛仔》 - 嚴以敬 - 馬龍(馬星原)《白貓黑貓》 - 一木 - 尊子 - 陳也 - 杜琛 - 阿平（Apink） - 少杰 - 梁瑋豪 - 黎達達榮 - 小克 - 楊學德-《不軌劇場》 | - 國志鳴 - 林祥焜 - 大泥 - 阿興《漫畫點心》 - 麥家碧-《麥嘜》 - 尼路燕 - OS兔仔猫 - 風雅頌 - 瑞雲 - 千草 - 曹志豪 -《邪神》 - 馮展鵬 - 甘小文-《太公報》 - 陳某-《火鳳燎原》 - 何志文-《絕世無雙》 - 曹偉樑-《星爺傳奇》《雍正皇帝》《超生人王》 | - 漢民-《怪異集》 - 草日 - 歐陽應霽 - 智海 - 利志達 - 白金龍-《迷離境界》 - 鄭人 - 門小雷 - 邱瑞新-《火武耀揚》 - 北京陈 - 袁家宝 - Stella So - 雪晴 - 袁偉德-《粉俠傳》 - 戴慶賢-《秘密武器》 |

## 製作機構
1. 玉皇朝
2. 天下出版
3. 海洋創作
4. 自由人出版
5. 文化傳信
6. 正文社
7. 一口田（黃巴士）
8. 一漫年出版
9. 和平出版
10. 拓植社

## 香港漫畫家及香港漫畫作品排名
香港動漫資訊雜誌-《Ani-Wave》於2015年初，邀請了國內大數據公司「億言堂」，進行了一次網上調查，從facebook、高登討論區、香港討論區等20個網站中，分析讀者的討論內客，總結出人氣最高的「十大香港漫畫家」和「十大香港漫畫作品」。
| 漫畫                          | 排名 |
| ----------------------------- | ---- |
| 《老夫子》                    | 1    |
| 《新著龍虎門》                | 2    |
| 《春秋戰雄》                  | 3    |
| 《火鳳燎原》                  | 4    |
| 《風雲》                      | 5    |
| 《鐵將縱橫》                  | 6    |
| 《大軍閥》                    | 7    |
| 《我的港女老婆》              | 8    |
| 《一零八Fighters》            | 9    |
| 《新著龍虎門之外傳 東方真龍》 | 10   |

| 漫畫家           | 排名 |
| ---------------- | ---- |
| 王澤             | 1    |
| 牛佬             | 2    |
| 倫裕國           | 3    |
| 陳某             | 4    |
| 馬榮成           | 5    |
| 邱福龍           | 6    |
| 鄭健和           | 7    |
| 盧熾剛(Cuson Lo) | 8    |
| 司徒劍僑         | 9    |
| 邱瑞新           | 10   |

## 外部連結
- 玉皇朝網站 （页面存档备份，存于）
- 天下網站
- 香港動漫畫聯會